# Averton
Averton est une commune française, située dans le département de la Mayenne en région Pays de la Loire, peuplée de 555 habitants (les Avertonnais).
La commune fait partie de la province historique du Maine, et se situe dans le Bas-Maine.

## Géographie
Couvrant 4 062 hectares, le territoire d'Averton est le plus étendu du canton de Villaines-la-Juhel. Il est composé de 2 300 ha de terres boisées, soit 56 % de sa superficie globale. La commune est traversée par le Merdereau.
| Crennes-sur-Fraubée | Crennes-sur-Fraubée, Gesvres    | Gesvres                                  |
| Villaines-la-Juhel  | Averton                         | Gesvres, Saint-Paul-le-Gaultier (Sarthe) |
| Courcité            | Courcité, Saint-Aubin-du-Désert | Saint-Aubin-du-Désert                    |

### Climat
Pour des articles plus généraux, voir Climat des Pays de la Loire et Climat de la Mayenne.
En 2010, le climat de la commune est de type climat océanique altéré, selon une étude du CNRS s'appuyant sur une série de données couvrant la période 1971-2000. En 2020, Météo-France publie une typologie des climats de la France métropolitaine dans laquelle la commune est exposée à un climat océanique et est dans une zone de transition entre les régions climatiques « Normandie (Cotentin, Orne) » et « Moyenne vallée de la Loire ».
Pour la période 1971-2000, la température annuelle moyenne est de 10,6 °C, avec une amplitude thermique annuelle de 13,9 °C. Le cumul annuel moyen de précipitations est de 810 mm, avec 13 jours de précipitations en janvier et 7,2 jours en juillet. Pour la période 1991-2020, la température moyenne annuelle observée sur la station météorologique de Météo-France la plus proche, sur la commune du Horps à 19 km à vol d'oiseau, est de 11,1 °C et le cumul annuel moyen de précipitations est de 857,1 mm,. Pour l'avenir, les paramètres climatiques de la commune estimés pour 2050 selon différents scénarios d'émission de gaz à effet de serre sont consultables sur un site dédié publié par Météo-France en novembre 2022.

## Urbanisme

### Typologie
Au 1er janvier 2024, Averton est catégorisée commune rurale à habitat dispersé, selon la nouvelle grille communale de densité à sept niveaux définie par l'Insee en 2022.
Elle est située hors unité urbaine. Par ailleurs la commune fait partie de l'aire d'attraction de Villaines-la-Juhel, dont elle est une commune de la couronne,. Cette aire, qui regroupe 8 communes, est catégorisée dans les aires de moins de 50 000 habitants,.

### Occupation des sols
L'occupation des sols de la commune, telle qu'elle ressort de la base de données européenne d’occupation biophysique des sols Corine Land Cover (CLC), est marquée par l'importance des forêts et milieux semi-naturels (57 % en 2018), une proportion identique à celle de 1990 (57 %). La répartition détaillée en 2018 est la suivante : 
forêts (57 %), terres arables (20 %), prairies (16,3 %), zones agricoles hétérogènes (4,7 %), mines, décharges et chantiers (1,3 %), zones urbanisées (0,7 %). L'évolution de l’occupation des sols de la commune et de ses infrastructures peut être observée sur les différentes représentations cartographiques du territoire : la carte de Cassini (XVIIIe siècle), la carte d'état-major (1820-1866) et les cartes ou photos aériennes de l'IGN pour la période actuelle (1950 à aujourd'hui).

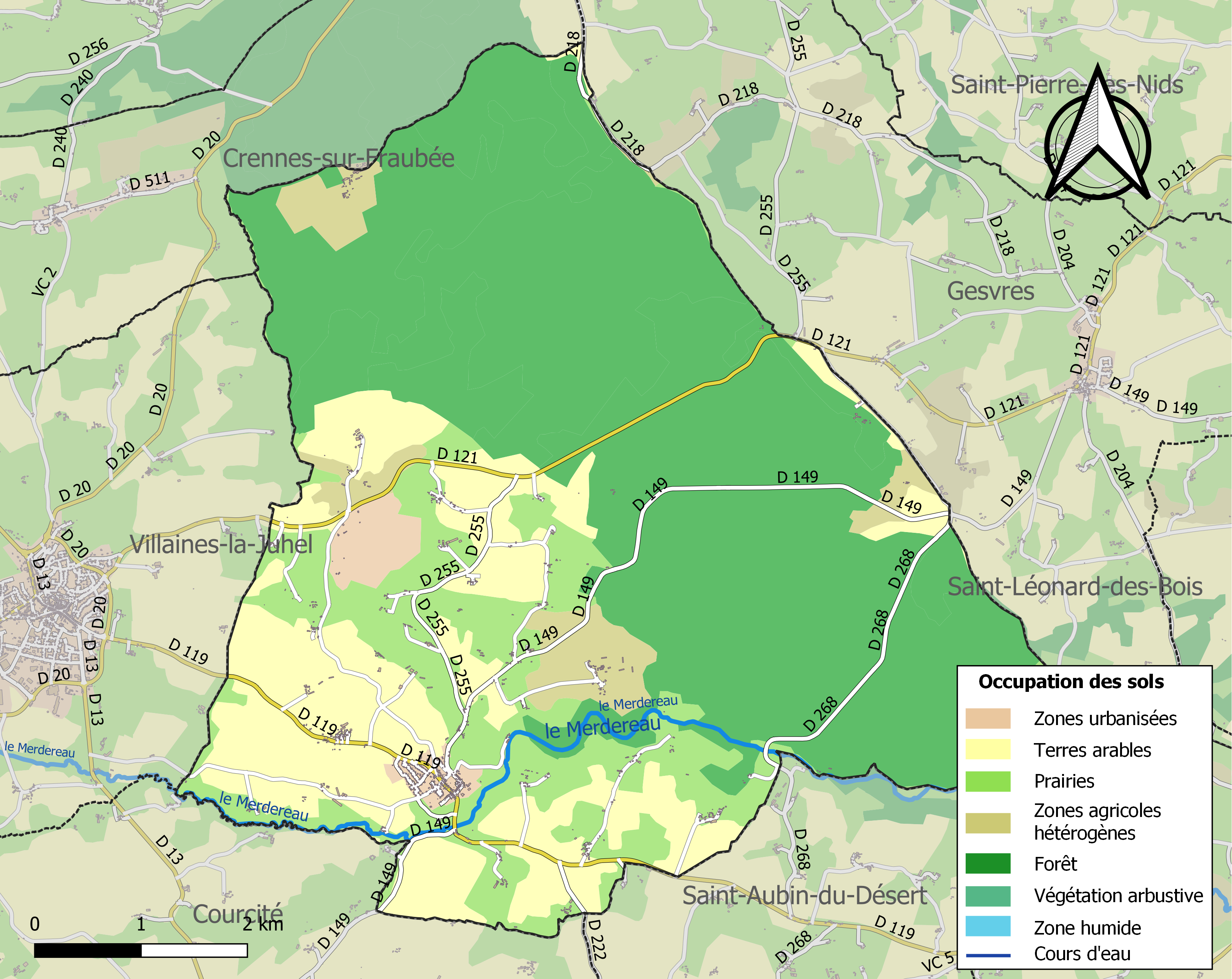
Carte des infrastructures et de l'occupation des sols de la commune en 2018 (CLC).

## Toponymie

### Attestations anciennes
- de Avertum (XIIe siècle)[14],
- de Avertonio (XIIIe siècle)[14].

### Étymologie
Averton serait une variante de Averdon, autrement dit issu du toponyme gaulois Eburo-dunum qui peut signifier « le fort » (dunum) « des ifs » (eburos).

## Héraldique
| Blason de Averton | Blason  | D'azur au sautoir réduit d'argent cantonné de quatre étoiles à six rais d'or. |
| Blason de Averton | Détails | Le statut officiel du blason reste à déterminer.                              |

## Politique et administration
Le conseil municipal est composé de quinze membres dont le maire et trois adjoints.

## Population et société

### Démographie
L'évolution du nombre d'habitants est connue à travers les recensements de la population effectués dans la commune depuis 1793. Pour les communes de moins de 10 000 habitants, une enquête de recensement portant sur toute la population est réalisée tous les cinq ans, les populations de référence des années intermédiaires étant quant à elles estimées par interpolation ou extrapolation. Pour la commune, le premier recensement exhaustif entrant dans le cadre du nouveau dispositif a été réalisé en 2004.
En 2022, la commune comptait 555 habitants, en évolution de −6,88 % par rapport à 2016 (Mayenne : −0,73 %, France hors Mayotte : +2,11 %).
Averton a compté jusqu'à 1 449 habitants en 1851.
| 1793  | 1800  | 1806  | 1821  | 1831  | 1836  | 1841  | 1846  | 1851  |
| ----- | ----- | ----- | ----- | ----- | ----- | ----- | ----- | ----- |
| 1 226 | 1 113 | 1 252 | 1 147 | 1 214 | 1 338 | 1 340 | 1 333 | 1 449 |

| 1856  | 1861  | 1866  | 1872  | 1876  | 1881  | 1886  | 1891  | 1896  |
| ----- | ----- | ----- | ----- | ----- | ----- | ----- | ----- | ----- |
| 1 411 | 1 409 | 1 430 | 1 405 | 1 378 | 1 307 | 1 308 | 1 232 | 1 165 |

| 1901  | 1906  | 1911  | 1921 | 1926 | 1931 | 1936 | 1946 | 1954 |
| ----- | ----- | ----- | ---- | ---- | ---- | ---- | ---- | ---- |
| 1 105 | 1 051 | 1 018 | 915  | 809  | 771  | 731  | 691  | 630  |

| 1962 | 1968 | 1975 | 1982 | 1990 | 1999 | 2004 | 2006 | 2009 |
| ---- | ---- | ---- | ---- | ---- | ---- | ---- | ---- | ---- |
| 595  | 542  | 521  | 551  | 582  | 601  | 643  | 648  | 615  |

| 2014 | 2019 | 2022 | - | - | - | - | - | - |
| ---- | ---- | ---- | - | - | - | - | - | - |
| 604  | 564  | 555  | - | - | - | - | - | - |

## Culture locale et patrimoine

### Lieux et monuments
- Église Notre-Dame-de-l'Assomption (XVe siècle). Les fonts baptismaux du XVIIe siècle, deux statues du XVIe (sainte Barbe et sainte Monique), deux tableaux du XIXe (L'Assomption et Dieu le Père) et un maître-autel du XVIe sont classés à titre d'objets aux Monuments historiques[22].
- Château de Lorgerie (XVIIe).
- Forêt de Pail.
- Sites des Perles, plan d'eau-aire de loisirs.
- Ancien château d'Averton.

### Randonnée, pêche
- Base VTT FFCT de l'étang des Perles.
- Site de l'étang des Perles.
  - Pêche.
  - Randonnées pédestres, équestres, VTT.
  - Randonnée, cyclotourisme.
  - Terrain de bicross, aire de jeu.
  - Gîtes de pêche, gîte de groupe.
  - Aire de camping-car.
- Randonnée VTT du pays de Pail aux Alpes mancelles.

### Personnalités liées à la commune
- André Davoust (1922 à Averton - 2010), député de la Mayenne de 1959 à 1967.
- Pierre de Poix (1926-2005 à Averton), industriel.
- Alain Meslet (né en 1950 à Averton), coureur cycliste, vainqueur d'une étape du Tour de France 1977.